# Zaprionus kolodkinae
Zaprionus kolodkinae är en tvåvingeart som beskrevs av Chassagnard och Tsacas 1987. Zaprionus kolodkinae ingår i släktet Zaprionus och familjen daggflugor.
Artens utbredningsområde är Madagaskar. Inga underarter finns listade i Catalogue of Life.